# Mineervliegen
De mineervliegen (Agromyzidae) zijn een familie uit de orde van de tweevleugeligen (Diptera) en de onderorde van de vliegen (Brachycera). Wereldwijd omvat deze familie zo'n drieduizend soorten.

## Kenmerken

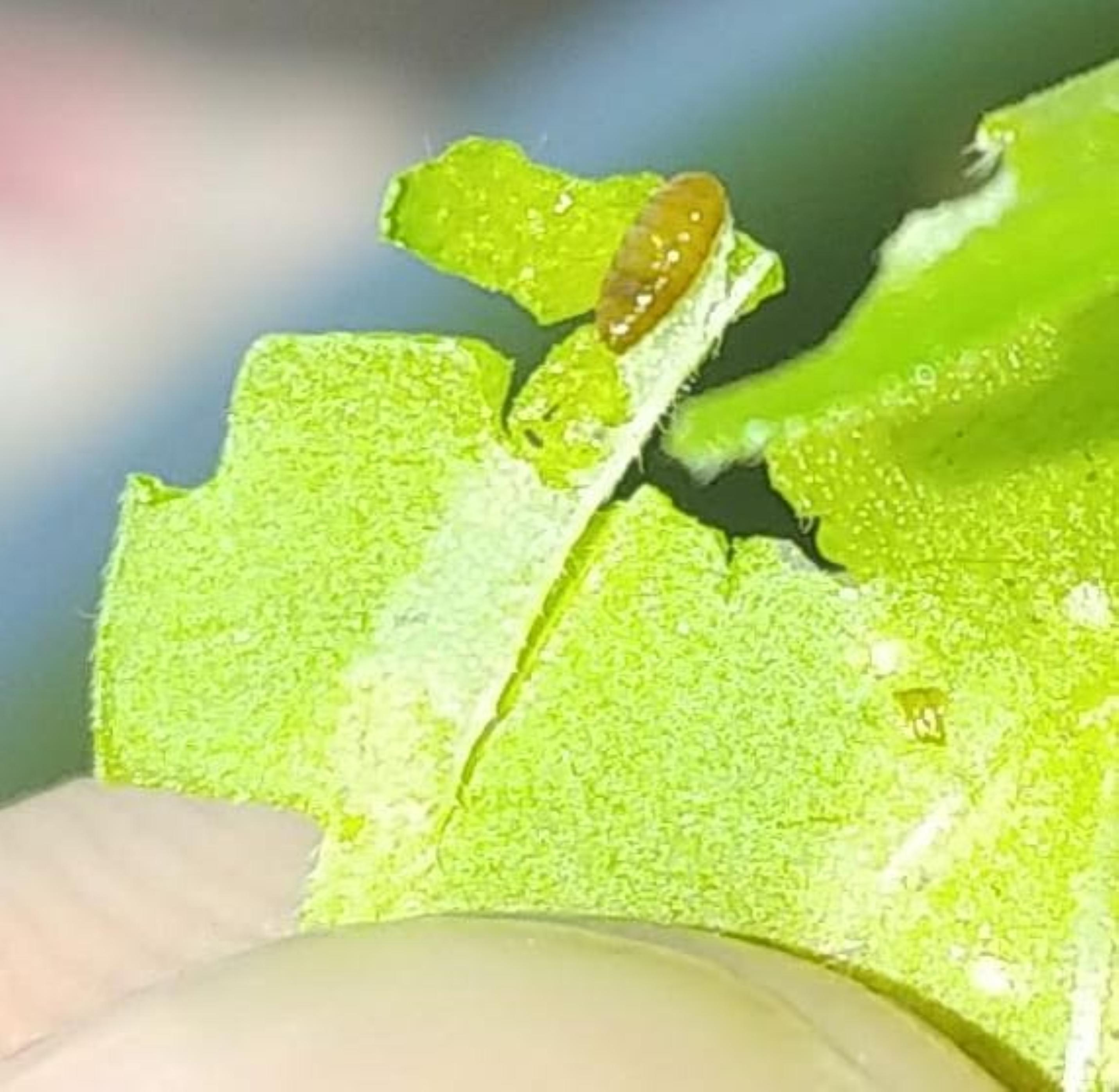
Larve van de mineervlieg, verwijderd uit een blad van Cannabis sativa

Het lichaam van deze vliegjes is geelgroen, grijs of zwart. De imagines zijn klein, de lengte meestal zo'n 2 tot 3 millimeter tot een maximum van 6,5 millimeter. De larven gaan 3 groeistadia door totdat zij de maximumgrootte van zo'n 2 millimeter bereiken. Dan verlaten ze het blad om te ontpoppen.

## Leefwijze
Larven van deze vliegen zijn bladmineerders. Ze boren gangen in bladen, stengels, zaden of wortels van planten, waarmee ze grote schade aanrichten aan landbouwgewassen. In de tropen hebben deze vliegjes een levensduur van slechts 2 weken.

## Voortplanting
Met hun puntige legboor zetten de vrouwtjes tot 50 eieren af in plantenweefsels.

## Verspreiding en leefgebied
Deze soort komt wereldwijd voor op stengels, bladen, zaden en wortels van planten en allerlei soorten landbouwgewassen.

## Geslachten
(Indicatie van aantallen soorten per geslacht tussen haakjes)
- Agromyza (119)
- Amauromyza (41)
- Aulagromyza (32)
- Calycomyza (32)
- Cecidomyiaceltis (1)
- Cerodontha (140)
- Chromatomyia (90)
- Galiomyza (7)
- Gymnophytomyza (2)
- Haplopeodes (4)
- Hexomyza (8)
- Japanagromyza (10)
- Liriomyza (214)

- Melanagromyza (101)
- Metopomyza (15)
- Napomyza (33)
- Nemorimyza (1)
- Ophiomyia (128)
- Paraphytomyza (11)
- Phytobia (26)
- Phytoliriomyza (37)
- Phytomyza (441)
- Pseudonapomyza (19)
- Ptochomyza (4)
- Selachops (1)
- Trilobomyza (1)
- Xeniomyza (1)

## In Nederland waargenomen soorten
- Genus: Agromyza
  - Agromyza abdita
  - Agromyza abiens
  - Agromyza albipennis
  - Agromyza albitarsis
  - Agromyza alnibetulae
  - Agromyza alnivora - (Elzenmineervlieg)
  - Agromyza alunulata
  - Agromyza ambigua
  - Agromyza anthracina
  - Agromyza bicophaga
  - Agromyza bromi
  - Agromyza cinerascens
  - Agromyza conjuncta
  - Agromyza demeijerei
  - Agromyza dipsaci
  - Agromyza erythrocephala - (Wikkemineervlieg)
  - Agromyza ferruginosa
  - Agromyza filipendulae
  - Agromyza flaviceps
  - Agromyza flavipennis
  - Agromyza frontella
  - Agromyza hendeli
  - Agromyza idaeiana
  - Agromyza igniceps
  - Agromyza intermittens
  - Agromyza johannae
  - Agromyza lathyri
  - Agromyza lithospermi
  - Agromyza lucida
  - Agromyza mobilis
  - Agromyza nana
  - Agromyza nigrella
  - Agromyza nigrescens
  - Agromyza nigripes
  - Agromyza phragmitidis
  - Agromyza prespana
  - Agromyza pseudoreptans
  - Agromyza reptans
  - Agromyza riparia
  - Agromyza rondensis
  - Agromyza ruficornis
  - Agromyza rufipes
  - Agromyza salicina
  - Agromyza seticercus
  - Agromyza spiraeoidarum
  - Agromyza sulfuriceps
  - Agromyza vicifoliae
- Genus: Amauromyza
  - Amauromyza chamaebalani
  - Amauromyza chenopodivora
  - Amauromyza flavifrons
  - Amauromyza labiatarum
  - Amauromyza lamii
  - Amauromyza luteiceps
  - Amauromyza monfalconensis
  - Amauromyza morionella
  - Amauromyza verbasci
- Genus: Aulagromyza
  - Aulagromyza anteposita
  - Aulagromyza cornigera
  - Aulagromyza discrepans
  - Aulagromyza hendeliana
  - Aulagromyza heringii
  - Aulagromyza lucens
  - Aulagromyza luteoscutellata
  - Aulagromyza orphana
  - Aulagromyza populi - (Populiermineervlieg)
  - Aulagromyza populicola
  - Aulagromyza similis
  - Aulagromyza tremulae
  - Aulagromyza tridentata
  - Aulagromyza tripolii
  - Aulagromyza trivittata
- Genus: Calycomyza
  - Calycomyza artemisiae
  - Calycomyza humeralis
  - Calycomyza mikaniae
  - Calycomyza solidaginis
- Genus: Cerodontha
  - Cerodontha affinis
  - Cerodontha angulata
  - Cerodontha atra
  - Cerodontha atronitens
  - Cerodontha beigerae
  - Cerodontha bimaculata
  - Cerodontha biseta
  - Cerodontha bohemani
  - Cerodontha capitata
  - Cerodontha caricicola
  - Cerodontha caricivora
  - Cerodontha denticornis
  - Cerodontha fasciata
  - Cerodontha flavocingulata
  - Cerodontha fulvipes
  - Cerodontha geniculata
  - Cerodontha hirtae
  - Cerodontha imbuta
  - Cerodontha incisa
  - Cerodontha ircos
  - Cerodontha lateralis
  - Cerodontha lineella
  - Cerodontha luctuosa
  - Cerodontha morosa
  - Cerodontha muscina
  - Cerodontha phragmitidis
  - Cerodontha phragmitophila
  - Cerodontha pygmaea
  - Cerodontha pygmella
  - Cerodontha rohdendorfi
  - Cerodontha rozkosnyi
  - Cerodontha scutellaris
  - Cerodontha spencerae
  - Cerodontha superciliosa
  - Cerodontha unisetiorbita
  - Cerodontha zuskai
- Genus: Chromatomyia
  - Chromatomyia aprilina
  - Chromatomyia asteris
  - Chromatomyia centaurii
  - Chromatomyia fuscula
  - Chromatomyia gentianae
  - Chromatomyia horticola - (Tuinmineervlieg)
  - Chromatomyia lonicerae
  - Chromatomyia milii
  - Chromatomyia nigra
  - Chromatomyia periclymeni
  - Chromatomyia primulae
  - Chromatomyia ramosa
  - Chromatomyia scolopendri
  - Chromatomyia succisae
  - Chromatomyia syngenesiae - (Chrysantenvlieg)
- Genus: Galiomyza
  - Galiomyza galiivora
- Genus: Gymnophytomyza
  - Gymnophytomyza heteroneura
- Genus: Hexomyza
  - Hexomyza sarothamni - (Bremtakmineerder)
  - Hexomyza simplicoides - (Wilgentakmineervlieg)
- Genus: Liriomyza
  - Liriomyza amoena - (Vliermineervlieg)
  - Liriomyza artemisicola
  - Liriomyza balcanica
  - Liriomyza bryoniae - (Tomatenmineervlieg)
  - Liriomyza cannabis
  - Liriomyza centaureae
  - Liriomyza cepae - (Uienmineervlieg)
  - Liriomyza cicerina
  - Liriomyza congesta
  - Liriomyza demeijerei
  - Liriomyza equiseti
  - Liriomyza erucifolii
  - Liriomyza eupatorii
  - Liriomyza europaea
  - Liriomyza flaveola
  - Liriomyza hieracii
  - Liriomyza huidobrensis
  - Liriomyza infuscata
  - Liriomyza lutea
  - Liriomyza orbona
  - Liriomyza pascuum
  - Liriomyza phryne
  - Liriomyza pisivora
  - Liriomyza ptarmicae
  - Liriomyza puella
  - Liriomyza pusilla
  - Liriomyza pusio
  - Liriomyza sativae
  - Liriomyza sonchi
  - Liriomyza strigata
  - Liriomyza tanaceti
  - Liriomyza taraxaci
  - Liriomyza trifolii - (Floridamineervlieg)
  - Liriomyza valerianae
  - Liriomyza virgo
  - Liriomyza xanthocera
- Genus: Melanagromyza
  - Melanagromyza aeneoventris
  - Melanagromyza aeneum
  - Melanagromyza angeliciphaga
  - Melanagromyza cunctans
  - Melanagromyza dettmeri
  - Melanagromyza eupatorii
  - Melanagromyza lappae
  - Melanagromyza pubescens
  - Melanagromyza tripolii
- Genus: Metopomyza
  - Metopomyza flavonotata
  - Metopomyza junci
  - Metopomyza ornata
  - Metopomyza scutellata
  - Metopomyza xanthaspis
- Genus: Napomyza
  - Napomyza albipennis
  - Napomyza annulipes
  - Napomyza bellidis
  - Napomyza carotae
  - Napomyza cichorii - (Witlofmineervlieg)
  - Napomyza elegans
  - Napomyza evanescens
  - Napomyza gymnostoma
  - Napomyza hirticornis
  - Napomyza lateralis
  - Napomyza merita
  - Napomyza nigriceps
  - Napomyza nigritula
  - Napomyza scrophulariae
- Genus: Nemorimyza
  - Nemorimyza posticata
- Genus: Ophiomyia
  - Ophiomyia beckeri
  - Ophiomyia collini
  - Ophiomyia cunctata
  - Ophiomyia eucodonus
  - Ophiomyia galii
  - Ophiomyia labiatarum
  - Ophiomyia longilingua
  - Ophiomyia maura
  - Ophiomyia melandryi
  - Ophiomyia nasuta
  - Ophiomyia orbiculata
  - Ophiomyia pannonica
  - Ophiomyia pinguis
  - Ophiomyia pulicaria
  - Ophiomyia ranunculicaulis
  - Ophiomyia rostrata
  - Ophiomyia vimmeri
- Genus: Phytobia
  - Phytobia cambii
  - Phytobia carbonaria
  - Phytobia errans
  - Phytobia mallochi
- Genus: Phytoliriomyza
  - Phytoliriomyza arctica
  - Phytoliriomyza fasciata
  - Phytoliriomyza hilarella
  - Phytoliriomyza melampyga
  - Phytoliriomyza ornata
  - Phytoliriomyza perpusilla
  - Phytoliriomyza variegata
- Genus: Phytomyza
  - Phytomyza aconiti
  - Phytomyza adjuncta
  - Phytomyza affinis
  - Phytomyza agromyzina
  - Phytomyza albiceps
  - Phytomyza albipennis
  - Phytomyza angelicae
  - Phytomyza angelicastri
  - Phytomyza angelicivora
  - Phytomyza aquilegiae
  - Phytomyza archangelicae
  - Phytomyza artemisivora
  - Phytomyza astrantiae
  - Phytomyza bipunctata
  - Phytomyza brischkei
  - Phytomyza brunnipes
  - Phytomyza buhriana
  - Phytomyza calthophila
  - Phytomyza caulinaris
  - Phytomyza cecidonomia
  - Phytomyza chaerophylli
  - Phytomyza cirsii
  - Phytomyza clematidis
  - Phytomyza continua
  - Phytomyza conyzae
  - Phytomyza crassiseta
  - Phytomyza cytisi
  - Phytomyza doronici
  - Phytomyza erigerophila
  - Phytomyza eupatorii
  - Phytomyza evanescens
  - Phytomyza fallaciosa
  - Phytomyza flavicornis
  - Phytomyza flavofemorata
  - Phytomyza fulgens
  - Phytomyza glechomae
  - Phytomyza griffithsi
  - Phytomyza gymnostoma
  - Phytomyza hellebori
  - Phytomyza hendeli
  - Phytomyza heracleana
  - Phytomyza heringiana - (Appelbladmineervlieg)
  - Phytomyza ilicis - (Hulstvlieg)
  - Phytomyza jucunda - (Japanse hulstvlieg)
  - Phytomyza krygeri
  - Phytomyza lappae
  - Phytomyza leucanthemi
  - Phytomyza linguae
  - Phytomyza lycopi
  - Phytomyza marginella
  - Phytomyza medicaginis
  - Phytomyza minuscula
  - Phytomyza nigripennis
  - Phytomyza nigritella
  - Phytomyza nigritula
  - Phytomyza notata
  - Phytomyza obscurella
  - Phytomyza origani
  - Phytomyza orobanchia
  - Phytomyza pastinacae
  - Phytomyza penicilla
  - Phytomyza petoei
  - Phytomyza picridocecis
  - Phytomyza pimpinellae
  - Phytomyza plantaginis
  - Phytomyza podagrariae
  - Phytomyza pubicornis
  - Phytomyza pullula
  - Phytomyza ranunculi
  - Phytomyza ranunculivora
  - Phytomyza rectae
  - Phytomyza rostrata
  - Phytomyza rufescens
  - Phytomyza rufipes - (Koolmineervlieg)
  - Phytomyza rydeni
  - Phytomyza senecionis
  - Phytomyza sii
  - Phytomyza spinaciae
  - Phytomyza spondylii
  - Phytomyza stolonigena
  - Phytomyza tanaceti
  - Phytomyza taraxaci
  - Phytomyza tetrasticha
  - Phytomyza thysselini
  - Phytomyza thysselinivora
  - Phytomyza tussilaginis
  - Phytomyza varipes
  - Phytomyza vitalbae
- Genus: Pseudonapomyza
  - Pseudonapomyza atra
- Genus: Selachops
  - Selachops flavocinctus